# 羽根泰正
羽根 泰正（はね やすまさ、昭和19年（1944年）6月25日 - ）は、日本の囲碁棋士。
三重県度会郡神原村（後の志摩郡磯部町、現・志摩市）出身、日本棋院中部総本部所属、島村俊廣九段門下、九段。王座1期、日中スーパー囲碁では聶衛平を破って日本の初勝利をもたらした。攻めの強い棋風で、特に高中国流の布石からの「戦いの碁」を得意とする。呼び名は「中京のダイヤモンド」。羽根直樹九段は実子で羽根彩夏は孫。現在は息子の羽根直樹九段と同じ、愛知県長久手市在住。

## 経歴
5歳で父が打っているのを見て囲碁を覚え、1955年に島村俊廣に入門、1958年入段。1961年二段。1962年三段。1963年四段。1964年大手合第二部優勝、五段。1966年六段。1968年七段。1971年八段。
1972年、王冠戦で棋戦初優勝。1973年 新鋭トーナメント戦準優勝、プロ十傑戦で10位入賞。1981年九段。1988年の第4回日中スーパー囲碁では3番手として出場し、第1回から11連勝中だった中国の主将聶衛平を破って日本勝利とする。1990年王座戦挑戦者となり、加藤正夫を3-2で降し初タイトル。翌1991年、藤沢秀行に3-1で敗れ、王座位を失う。
2001年通算1000勝達成（11月8日、史上7人目）。通算成績は1223勝660敗5ジゴ（2016年12月時点）。
NHK囲碁講座では1993年に講師を務める。門下に六浦雄太七段、加藤祐輝五段、青葉かおり五段、浅野泰子二段、木和田一臣二段。義理の子に羽根しげ子初段（直樹の妻）。
コンピュータを使った棋譜分析で知られる（例えば後掲著書参照）。2000年10月3日の情報処理学会全国大会では「次のDeep Blueはいつできるか－コンピュータはいつ将棋・囲碁・サッカーで人間を越えられるか－」という公開パネル討論でパネリストとして参加した。

### タイトル歴
- 王座戦 1990年
- 王冠戦 1972、78、83、92年

### その他の棋歴
- 日中囲碁交流
  - 1979年 4-2（○呉淞笙、○羅建文、×聶衛平、○沈果孫、×劉小光、○陳嘉鋭）
  - 1984年 2-1 曹大元
  - 1986年 0-2 聶衛平
- 日中スーパー囲碁
  - 1988年 1-0（○聶衛平）
  - 1989年 0-1（×張文東）
  - 1992年 0-1（×聶衛平）
- 日中韓三国囲棋元老戦 2006年 1-1（○王汝南、×河燦錫）
- 王座戦 挑戦者 1989年
- 王冠戦 挑戦者 1975、82、86、90、91、95年
- プロ十傑戦
  - 1973年 10位
  - 1974年 6位
- 棋聖戦
  - 八段戦優勝 1982年
  - 九段戦優勝 1985、86年
  - 全段争覇戦出場 1982、85、86、90、93、94年
- 本因坊リーグ2回、名人リーグ3回。

### 代表局
1990年11月12日 王座戦五番勝負第4局 加藤正夫 - 羽根泰正(先番)

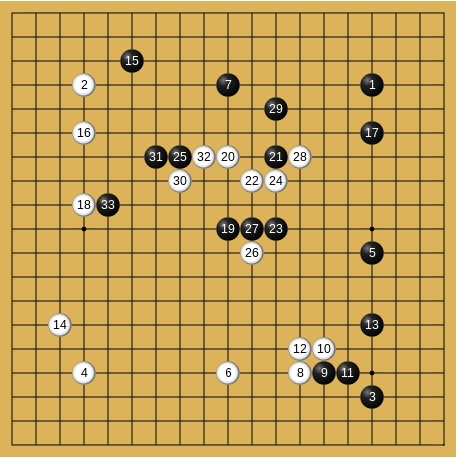
王座戦第4局 1-33手目

前年に続いて加藤正夫王座への2年連続挑戦となった。第2、4、5局目が羽根先番で、前年同様先番は全て高中国流布石、黒7までは同じ形だが、黒9はそれまで11に打っていたが、第2局目で負けたので、黒9から13と右下を地にする打ち方に変えてみた。次の5局目では白の加藤が白12を17-16に変え、続いて黒12と切ることになった。いずれにせよ羽根の中国流は模様に相手を追い込んで攻めることが主眼で、この後も黒19から25まで白を攻める体制にして、その後黒33と左辺にもたれて攻めを継続することになった。その後黒は中央を厚くし、白は右辺と右上隅を荒らし、白有望となった。しかし黒は中央と左上の2箇所をコウにして追い上げ、白の終盤のミスもあって、黒番半目勝ち。続く第5局も黒番中押勝し、3勝2敗で初の王座位となった。
中部総本部では島村俊廣以来の王座獲得。また加藤正夫は王座戦連覇記録が8で止まり、1976年以来のタイトル連続保持記録も途絶えることとなった。

## 受賞等
- 1983年、1991年　土川賞受賞
- 1978年、勝率.829（34勝7敗）の成績で、棋道賞勝率第一位賞、敢闘賞
- 1985年、12連勝を記録し、棋道賞連勝賞
- 1988年、勝率.800（28勝7敗）の成績で、棋道賞勝率第一位賞、技能賞
- 1990年、棋道賞殊勲賞
- 2014年、第44回大倉喜七郎賞受賞

## 著作
- 『酒井通温・岩田達明・羽根泰正』（現代囲碁大系17）講談社　1982年
- 『囲碁戦略〈高中国流〉 (天下六段)』日本棋院　1988年
- 『羽根泰正の中国流で勝つ （NHK囲碁シリーズ）』 1994年 日本放送出版協会 ISBN 4140160683
- 『羽根ファミリーの囲碁強化合宿』（共著） 2003年 誠文堂新光社 ISBN 4416703228
- 『中京の父子鷹 打碁集〈上巻〉羽根泰正 』木本書店　2010年
- 「布石の傾向と勝率」（1993年度版「囲碁年鑑」日本棋院、布石の型毎の勝率を昭和10年代から平成4年までの棋譜全13014局について調べてパソコンで集計して発表）

## 注
1. ↑  親子でレッツ碁 ―最後まで打てるようになるー
2. ↑  『棋道』1991年1月号 日本棋院
3. ↑  『囲碁年鑑 平成3年版』日本棋院